# Диагор
Диагор из Мелоса, Дијагора из Милоса (стгрч. Διαγορας ο Μηλιος Διαγορας ο Μηλιος; 5. век пне) - старогрчки песник и софиста.

## Погледи
У античко доба, он је универзално сматран као "атеиста". Осим ове чињенице, мало је података о његовом животу и веровањима. Противио се хеленској митологији и посебно критиковао Елеусинске мистерије. Атињани су га оптужили за неверство, и он је морао да напусти град. Умро је у Коринту.
Његови ставови су били блиски оним филозофима који су се противили обожавању митолошких идола. Цицерон извештава да га је један од његових пријатеља подстицао да верује у постојање богова, указујући на многе „слике спасења људи које је захватила олуја и заклели су се боговима да ће дати неки завет“, али Диагор је узвратио: „Међутим, нема слика оних који су погинули на мору од последица бродолома. Постоје и други докази о његовим атеистичким погледима.
Диагор је бранио атеистичку позицију са већом постојаношћу, слободом и храброшћу него што је то било дозвољено, па је због тога у античко доба добио епитет „атеиста“. Вероватно је порицао интервенцију богова у свету, није веровао у постојање личних богова и њихових људских облика, нити у њихову способност да комуницирају са Атињанима.
Диагорин однос према популарној религији и теологији његовог времена има корене у природној филозофији и повезан је са сродним филозофским покретима. Предсократовци су, у већој мери, покушавали да објасне природне појаве користећи природне законе без божанске интервенције. Диагор је, у време када су се довела у питање древна веровања у грчка божанства, посебно у свести младих, изнела доктрину о потпуном одсуству богова. Очигледно се супротстављао догмама грчке теологије и митологије и постојећим облицима обожавања.